# Raúl Zambrano Camader
Raúl Zambrano Camader (* 18. Juni 1921 in Popayán; † 18. Dezember 1972 in Bogotá) war ein kolumbianischer römisch-katholischer Geistlicher und Bischof von Facatativá.

## Leben
Raúl Zambrano Camader empfing am 25. Juni 1944 das Sakrament der Priesterweihe für das Erzbistum Popayán.
Am 29. Dezember 1956 ernannte ihn Papst Pius XII. zum Titularbischof von Risinium und zum Weihbischof in Popayán. Der Erzbischof von Popayán, Diego María Gómez Tamayo, spendete ihm am 19. März 1957 die Bischofsweihe; Mitkonsekratoren waren der Bischof von Palmira, Jesús Antonio Castro Becerra, und der Bischof von Zipaquirá, Tulio Botero Salazar CM.
Papst Johannes XXIII. bestellte ihn am 26. April 1962 zum ersten Bischof von Facatativá. Zambrano Camader nahm an der dritten und vierten Sitzungsperiode des Zweiten Vatikanischen Konzils teil.